# Sniper (film, 1993)
Pour les articles homonymes, voir Sniper (homonymie).
Série Sniper
Sniper 2
(2002)
Pour plus de détails, voir Fiche technique et Distribution.
Sniper (titre alternatif : Sniper, tireur d'élite) est un film américano-péruvien d'action réalisé par Luis Llosa, sorti en 1993. L'histoire se déroule dans les jungles du Panama et le tournage a lieu dans le Queensland, en Australie. Le film a débuté à la deuxième place aux États-Unis et a réalisé un box-office brut de 19 millions de dollars,. Le sergent Thomas Beckett est un sniper vétéran avec 74 victimes confirmées, et sa devise est « One shot. One kill » (« Un tir. Un mort »).
Sniper met en vedette Tom Berenger et Billy Zane comme deux tireurs d'élite qui doivent travailler ensemble pour une mission, et le film montre plusieurs techniques de tir spéciales. Il s’agit du premier volet de la série de films Sniper et a été suivi de neuf suites directement en vidéo qui, malgré les critiques, ont dominé Netflix.

## Synopsis
Le sergent Thomas Beckett est un sniper des Marines avec des années de service dans les jungles du Panama. Au cours d'une mission visant à tuer le général panaméen Miguel Alvarez, chef charismatique d'un mouvement terroriste financé par le cartel de la drogue colombien et préparant un coup d'État, le tireur vétéran américain Beckett perd son partenaire, Doug Papich. Chargé d'éliminer deux chefs rebelles importants, il se retrouve obligé de travailler avec Richard Miller, un tireur d'élite olympique inexpérimenté de la SWAT ; qui est son supérieur en grade mais qui n'a aucune expérience dans le domaine, mettant les deux hommes en désaccord. Jetés dans la jungle, les deux hommes ont une semaine pour retrouver et tuer Alvarez,.

## Fiche technique
- Titre : Sniper
- Réalisation : Luis Llosa
- Scénario : Michael Frost Beckner & Crash Leyland
- Photographie : Bill Butler
- Musique : Gary Chang
- Montage : M. Scott Smith
- Production : Robert L. Rosen
- Sociétés de production : Baltimore Pictures, Iguana Producciones & Sniper Productions
- Société de distribution : TriStar Pictures
- Pays :  États-Unis,  Pérou
- Langue : anglais, espagnol
- Format : Couleur - Dolby - 35 mm - 1.85:1
- Genre : Action
- Budget :  5 300 000 $
- Durée : 100 min
- Dates de sortie : 
  - États-Unis : 29 janvier 1993
  - France : 14 juillet 1993

## Distribution
Ci-dessous le tableau de distribution,:
| Acteur                | Personnage                        | Détails                                | Voix française      |
| --------------------- | --------------------------------- | -------------------------------------- | ------------------- |
| Tom Berenger          | Sergent Thomas Beckett            | Sniper légendaire de l'UMSC            | Jacques Frantz      |
| Billy Zane            | Richard Miller                    | Sniper du SWAT, agent NSC              | Éric Legrand        |
| J.T. Walsh            | Chester Van Damme                 | Colonel                                | Jean-Luc Kayser     |
| Aden Young            | Caporal Doug Papich               | L'observateur de Beckett               | Éric Herson-Macarel |
| Ken Radley            | El Cirujano                       | "Le Chirurgien", ex-agent de la CIA    | Georges Claisse     |
| Rex Linn              | Colonel Weymuth                   | Non crédité                            |                     |
| Reynaldo Arenas       | Cacique                           | Le chef indien panaméen                |                     |
| Gary Swanson          | Officier NSC à Washington         |                                        |                     |
| Hank Garrett          | Amiral à Washington               |                                        |                     |
| Frederick Miragliotta | Général Miguel Alvarez            |                                        |                     |
| Vanessa Steele        | Mme Alvarez                       |                                        |                     |
| Carlos Álvarez        | Raul Ochoa                        |                                        |                     |
| Tyler Coppin          | Ripoly                            |                                        |                     |
| Teo Gebert            | Ami de Ripolys                    |                                        |                     |
| Edward Wiley          | DeSilva                           | Sniper mercenaire entraîné par Beckett |                     |
| William Curtin        | Pilote au sommet de la montagne   |                                        |                     |
| Howard Bosse          | Co-pilot au sommet de la montagne |                                        |                     |
| Christos A. Linou     | Sniper au sommet de la montagne   |                                        |                     |
| Christopher Morsley   | Soldat au billard                 |                                        |                     |
| Don Battee            | Soldat au bar                     |                                        |                     |
| Raj Sidhu             | Soldat dans la grange             |                                        |                     |
| Roy Edmonds           | Cabrera                           |                                        |                     |
| Johnny Raaen          | Chef d'équipe                     |                                        |                     |
| Loury Cortez          | Père Ruiz                         |                                        |                     |
| Jorge Bustamante      | Capitaine rebelle à l'extraction  | Tué dans la scène d'ouverture          |                     |
| Rex Linn              | Colonel                           |                                        |                     |
| Antony Szeto          | Rebelle au bateau                 |                                        |                     |

## Accueil

### Critique
Sur le site agrégateur de critique Rotten Tomatoes, le film obtient un score de 38 % d'avis positifs, sur la base de 13 critiques collectées et une note moyenne de 4,7/10.
Pour le critique Roger Ebert du Chicago Sun-Times, qui donne au film 3 étoiles sur 4 : « Sniper exprime un talent cool qui est un plaisir à regarder. Ce n'est pas un film particulièrement original, mais ce qu'il fait, il le fait bien ». Marjorie Baumgarten de l’Austin Chronicle donne au film 3,5 étoiles sur 5 et indique : « Sniper fait peu de choses terriblement originales mais ce qu'il fait, c'est avec beaucoup de compétence et de grâce ».
Pour le critique de Variety, le film est « un thriller psychologique dirigé par des experts, mais finalement insatisfaisant » qui est « miné par des personnages et un dialogue sous-développés ». Pour Vincent Canby du New York Times, le film est « en partie un drame d'action mal chorégraphié et en partie une exploration psychologique de l'esprit de Beckett, qui apparaît vide ».
Michael Wilmington du Los Angeles Times parle d'un film peu profond, qui n'explore pas les thèmes suggérés par le script et qui se transforme en un jeu vidéo, sans effusion de sang et macho. Pour Clifford Terry du Chicago Tribune, le film « est à peu près aussi convaincant qu'une couverture de magazine Soldier of Fortune mise en musique ». Richard Harrington du Washington Post critique le manque de progression psychologique des personnages et la conclusion invraisemblable du film. Enfin, Stephen Wigler, du Baltimore Sun, parle d'un « film mal écrit, mal dirigé » qui substitue la violence pour le sexe.

### Box-office
Sniper a été empêché de sortir en salles en 1992. Il fait ses débuts le 29 janvier 1993 à la deuxième place du box-office américain, sortant dans 1551 salles de cinéma et rapportant 18 994 653 $ aux États-Unis. En France, le film totalise 205 650 entrées.

## Autour du film
- Tom Berenger et Billy Zane ont été entraînés en milieu réel par le conseiller militaire du film, Dale Dye, ancien tireur d'élite et capitaine de Marines.
- Beckett est censé utiliser un fusil de précision M40 : l'acteur manipule en fait un Remington 700 maquillé.
- Miller est censé utiliser un HK PSG1 : c'est en fait un HK G3 modifié, avec la lunette, le chargeur et la poignée du PSG-1.
- La version DVD du film propose une fin alternative où les scènes finales avec l'évacuation en hélicoptère sont supprimées.

### Suites
Ce film a connu dix suites, d'abord à la télévision
- Sniper 2

puis directement en vidéo
- Sniper 3
- Sniper: Reloaded
- Sniper 5 : L'Héritage
- Sniper: Ghost Shooter
- Sniper: Ultimate Kill (en)
- Sniper: Assassin's End (en)
- Sniper: Rogue Mission (2022)
- Sniper: G.R.I.T. – Global Response & Intelligence Team (2023)
- Sniper: The Last Stand (2025)